# Parti d'union républicaine autonomiste
«  PURA » redirige ici. Pour les autres significations, voir Pura.
Le Parti d'union républicaine autonomiste (en castillan Partido de Unión Republicana Autonomista ; en valencien Partit d'Unió Republicana Autonomista) (PURA) est un parti politique du Pays valencien formé en 1908 et né d'une scission de l'Union républicaine en raison de divergences entre Vicente Blasco Ibáñez, Nicolás Salmerón et Alejandro Lerroux.
Les figures les plus importantes du parti à ses débuts sont Adolf Beltrán Ibáñez, Joan Barral et Félix Azzati.
Durant la Seconde République, il vira vers un républicanisme de droite et, sous la direction de Sigfrido Blasco-Ibáñez (fils de Vicente Blasco Ibáñez) se rapprocha peu à peu de nouveau des radicaux de Lerroux. Après le succès obtenu aux élections municipales de 1931, son appui électoral fut plus réduit en 1933. Le parti fut discrédité et disparut du spectre politique à la suite du scandale du Straperlo (1934-1935), restant pratiquement sans aucune représentation parlementaire en 1936. En juillet 1934, peu après la scission des radicaux démocrates de Martínez Barrio du Parti radical, se produit une scission similaires dans le PURA qui déboucha sur la création d'Esquerra Valenciana. À la fin de la guerre civile, une grande partie de ses dirigeants sont partisans du franquisme.

## Idéologie
Son idéologie est à l'origine basée sur le blasquisme et son qualificatif d'« autonomiste » vise à le différencier du Parti républicain radical de Lerroux. Il aspire à la mise en place d'une république démocratique en Espagne, la séparation de l'Église et de l'État, l'indépendance de la Justice, la création de tribunaux de commerces et l'autonomie des provinces et des régions. Bien qu'avec une posture parfois ambivalente et confuse, il s'oppose généralement aux groupes valencianistes, à la récupération ou l'enseignement en valencien, ainsi qu'à Solidaritat Catalana.
Toutefois, à la fin des années 1910, le parti s'ouvre davantage au valencianisme à travers des personnalités comme Faustí Valentín, maire de Valence (1918-1919) affilié au PURA revendiquant l'enseignement en valencien, jusqu'à ce qu'Azatti provoque sa chute.

## Histoire
Aux élections de 1914 et jusqu'en 1920, il adopte de nouveau le nom d'« Union républicaine ».
Après la mise en sommeil impliquée par la dictature de Miguel Primo de Rivera, à la mort d'Azzati en 1929, Sigfrido Blasco-Ibáñez, fils de Vicente Blasco Ibáñez, accède à la direction du parti. Il adopte une ligne plus conservatrice et se rapprochant à nouveau du Parti républicain radical d'Alejandro Lerroux, abandonnant l'autonomisme, mais maintenant son discours anticlérical et jacobin, en discordance avec sa position véritable sur l'échiquier politique.
Selon Alfons Cucó, le PURA « accentua encore davantage son caractère de force politique défensive. Son objectif était d'« adoucir la lutte des classes » et ainsi de canaliser « le développement de la société dans un environnement harmonieux et fraternel, sans brusques ruptures de la continuité historique », comme le montre le programme approuvé par le parti en 1930, dans lequel le parti défend :
« el fomento y protección de la pequeña propiedad para los trabajadores y campesinos, la organización de los sindicatos, cooperativas, sociedades de apoyo mutuo, cajas de crédito agrícola y retiro obrero; arbitraje de patronos y trabajadores en la dirección de la industria, en la fijación de los salarios y participación del trabajador en los beneficios de la industria, extinción de latifundios; establecimiento de impuestos progresivos sobre la renta... Nuestra voluntad es demostrar que dentro de la República no sería menester para vivir y desarrollar la independencia humana, que fueran quebrantadas las normas de armonía, paz y legalidad. »
« développement et protection de la petite propriété pour les travailleurs et les paysans, l'organisation des syndicats, des coopératives, des sociétés d'entraide, des caisses de crédit agricole et de retraite des ouvriers ; arbitrage des patrons et des travailleurs dans la direction de l'industrie, dans la fixation des salaires et participation du travailleur aux bénéfices de l'industrie, extinction des latifundia ; création d'impôts progressifs sur la rente... Notre volonté est de démontrer qu'à l'intérieur de la République il ne serait pas nécessaire pour vivre et développer l'indépendance humaine qui fussent brisées les normes de l'harmonie, de la paix et de la légalité. »
Aux élections municipales du 12 avril 1931, dont le résultat défavorable à la Monarchie dans les villes est interprété comme un désaveu pour le régime et conduit à la proclamation de la Seconde République (es) deux jours plus tard, le PURA obtient de nouveau la majorité au conseil municipal de Valence. Lorsqu'on apprend que certaines régions, notamment la Catalogne, entreprennent des démarches pour se doter d'un statut d'autonomie, et avant même l'approbation de la Constitution républicaine, le maire de Valence Agustín Trigo prend l'initiative et invite les municipalités de Castellón et d'Alicante et les trois députations valenciennes à nommer des représentants « afin de constituer une commission qui procède à l'étude et à la préparation d'un Statut d'autonomie pour la région valencienne. » 
Depuis cette institution, les blasquistes proposent l'avant-projet de statut d'autonomie de la Région valencienne de 1931, mais qui ne prospère pas car il n'obtient pas le soutien de la députation provinciale d'Alicante ni de l'ayuntamiento de Castellón. Le PURA envisage alors de réduire l'extension du projet de statut d'autonomie à son fief, la province de Valence, mais le projet n'est pas mené à terme. Le parti abandon ensuite les revendications d'autonomie mais maintient son discours anticlérical et jacobin.
Le texte de l'avant-projet de statut d'autonomie est rendu public le 11 juillet. Il est soutenu non par le PURA mais aussi par les organisations valencianistes, bien qu'avec quelques réserves, mais ni la députation provinciale d'Alicante ni l'ayuntamiento de Castellón ne manifestent leur accord, arguant qu'il fallait attendre l'approbation de la Constitution de la République — qui à ce moment-là est en cours de discussion au Congrès des députés et ne sera promulguée que le 9 décembre suivant — . Ce manque de soutien de Castellón et d'Alicante suscite une grande déception au sein du PURA, qui envisage alors de réduire l'extension du projet de statut d'autonomie à son fief, la province de Valence, mais le projet n'est pas mené à terme.

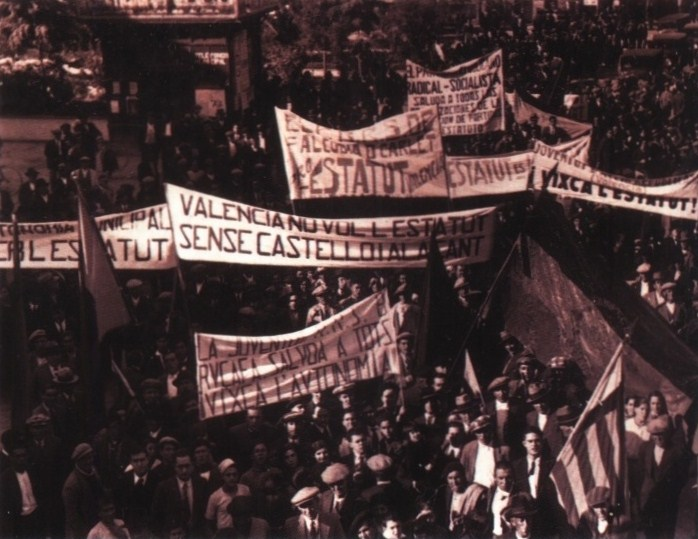
Manifestation en faveur du statut d'autonomie pour les trois provinces valenciennes à Alzira en 1932.

Lorsque les Cortes républicaines approuvent le statut d'autonomie de la Catalogne en septembre 1932, la PURA reprend son projet de statut « provincial » et, le 24 octobre, la députation provinciale et le conseil municipal de Valence, contrôlés par les blasquistes, convoquent une réunion de tous les maires de la province. Cette décision est vivement critiquée par la Conjonction de partis pro-Statut, constituée lorsque la PURA avait cessé de soutenir un Statut d'autonomie incluant les trois provinces valenciennes. Cependant, l'opposition de la Conjonction n'empêche pas les représentants de quelque deux-cents municipalités de se réunir à Valence le 1er novembre. Ils conviennent de nommer une nouvelle commission pour le statut et d'organiser des rassemblements de propagande autonomiste dans toute la province. Ces rassemblements se déroulent entre février et juin 1933, et incluent des personnalités du PURA (à commencer par son président Sigfrido Blasco-Ibáñez) ainsi que de la Droite régionale valencienne, qui se joint à la campagne.
Après la victoire du centre-droit et de la droite aux élections générales de novembre 1933, le vétéran dirigeant du PURA Ricardo Samper entre au gouvernement présidé par Alejandro Lerroux, et lorsque ce dernier est contraint de démissionner en avril 1934, Samper le remplace à la tête de l'exécutif. Le virage à droite du parti s'accentue après l'entrée au gouvernement de la CEDA — dont fait partie la Droite régionale valencienne — et, surtout, après l'échec de la révolution d'octobre 1934. Le mouvement entre toutefois dans une franche décadence, se rapprochant des positions de droite les plus récalcitrantes et, souffrant de la corruption notoire de son leader, impliqué dans le scandale du straperlo, il perd une grande partie de son électorat, et pâtit de la scission du Parti républicain radical-socialiste ainsi que du rapprochement de certaines de ses figures importantes des courants du nationalisme valencien (qui fondent  Esquerra Valenciana). Pour éviter le naufrage électoral, Sigfrido Blasco-Ibáñez suit la position de Manuel Portela Valladares mais ne peut éviter un cuisant échec aux élections générales de 1936, qui représentent la fin du protagonisme politique du blasquisme,,.